# Wohn- und Geschäftshaus Bahnhofstraße 32

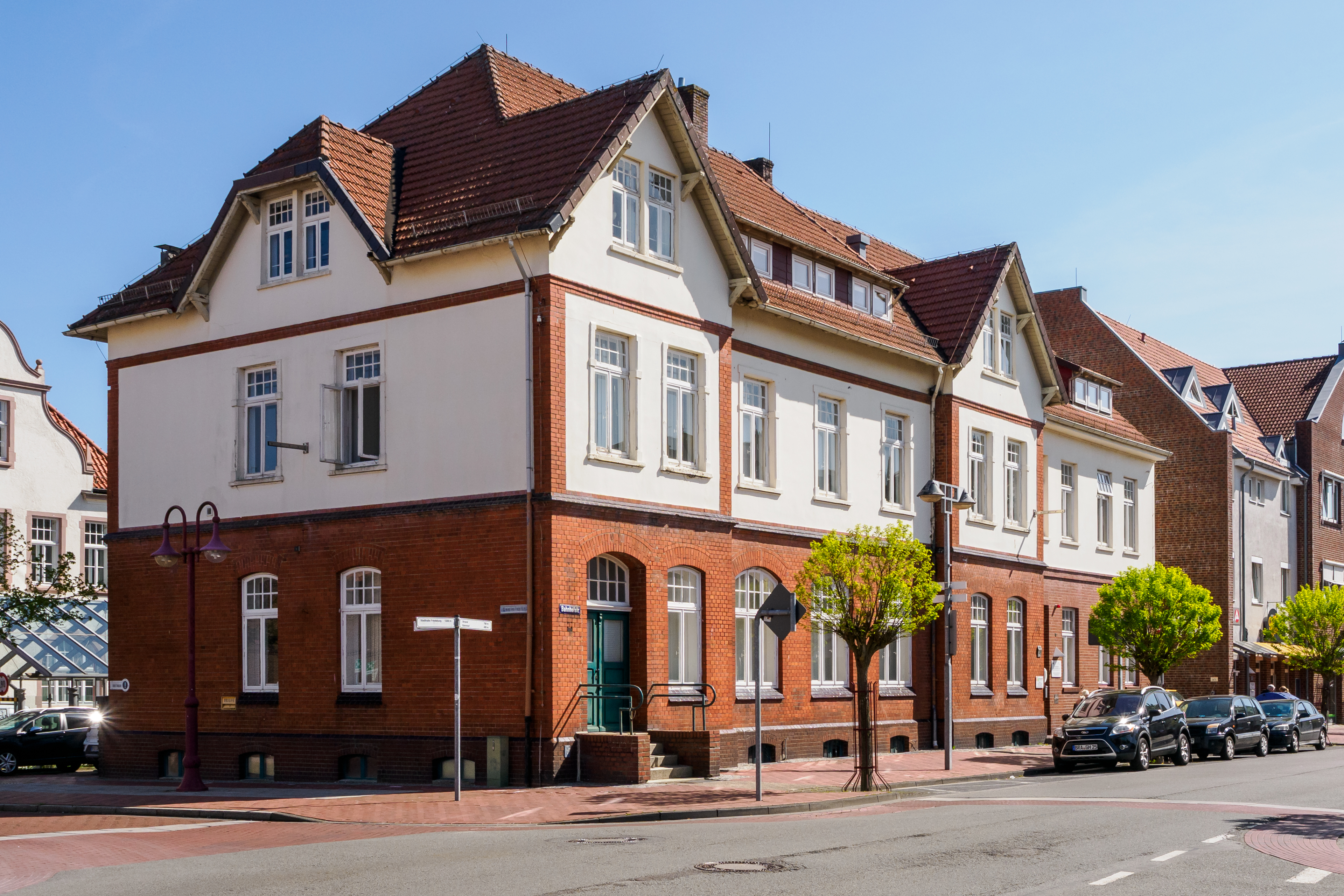
Ehemaliges Postgebäude

Das Wohn- und Geschäftshaus Bahnhofstraße 32, die Alte Post Ecke Poststraße, im niedersächsischen Nordenham im Landkreis Wesermarsch stammt aus der zweiten Hälfte des 19. Jahrhunderts.
 
Aktuell (2023) wird es u. a. durch die Hospizhilfe Nordenham sowie als Büro- und Praxisräume genutzt.
Das Gebäude steht unter Denkmalschutz (siehe auch Liste der Baudenkmale in Nordenham).

## Geschichte
Das Postamt in Nordenham war seit 1875 im Bahnhof untergebracht. Das zweigeschossige traufständige verputzte (OG) und verklinkerte (EG) Eckgebäude auf Sockel, mit Sattel- und Krüppelwalmdach, drei Giebelrisaliten sowie Rahmung der OG-Fenster und Gesimsband in Klinker, wurde bis 1906 im Auftrag der Ortsgenossenschaft Nordenham gebaut.
1925 kaufte die Reichspost das Gebäude und ließ 1929 den rechten Anbau errichten. 1988 wurde die neue Post am Marktplatz eröffnet.
Das Gebäude der Alten Post wurde nach 1988 durch die Kreisvolkshochschule (KVHS) genutzt, 2004 verkauft und nach Leerstand 2009 saniert und umgebaut zur Mietnutzung durch die evangelische Landeskirche. 1998 wurde der Verein Hospizhilfe Nordenham gegründet. 2012 zog er zur Bahnhofstraße 32 um und eröffnete 2022 hier ein Trauercafé.
Das Landesdenkmalamt befand zur Bedeutung: „geschichtlich, städtebaulich“.